# Outbreak Management Team Cariben
Het Outbreak Management Team Cariben (OMT Cariben) is een adviesorgaan dat tijdens de coronapandemie bijeen is geroepen om advies uit te brengen voor het Caribisch deel van het Koninkrijk der Nederlanden. Het OMT Cariben vormt een bijzondere formatie van het Nederlandse Outbreak Management Team geleid vanuit het Rijksinstituut voor Volksgezondheid en Milieu (RIVM). 
De adviezen zijn gericht aan de vier ministers belast met volksgezondheid van Aruba, Curaçao, Sint Maarten en Caribisch Nederland (de eilanden Saba, St. Eustatius, Bonaire).
In een onderlinge regeling uit 2005 tussen de vier landen van het Koninkrijk (Aruba, Curaçao, Sint-Maarten en Nederland) kan een minister belast met de volksgezondheid van een van deze landen waar sprake is van een virusuitbraak het Outbreak Management Team Cariben bijeenroepen. Op verzoek van de Nederlandse Minister van Volksgezondheid, Welzijn en Sport is naar aanleiding van de coronacrisis tijdens een vierlandenoverleg het OMT Cariben bijeengeroepen. Het Outbreak Management Team Cariben kwam op 30 maart 2020 voor het eerst bijeen. Deelnemers aan dit overleg waren vertegenwoordigers binnen de sector publieke gezondheid, de microbiologische laboratoria, de ziekenhuizen en de ambulancezorg van Aruba, Curaçao, Sint-Maarten en Caribisch Nederland.